# Gachamiga

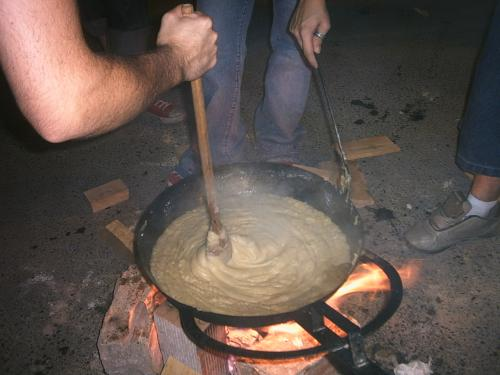
Elaboración de la gachamiga en una lumbre.

La gachamiga o bien gachasmigas es un plato tradicional del sureste español. La versión más conocida en una especie de gacha, cuya textura es similar a la de una tortilla, elaborada con una masa de harina de trigo, agua, ajo, aceite de oliva y sal. Estos ingredientes son la base principal, pero pueden añadirse otros basándose en las costumbres locales históricas de los pueblos como por ejemplo patata, dejando una textura más melosa.
Se acompaña generalmente con longanizas y tocino que puede presentarse en el interior de la mezcla o por encima.

## Elaboración
La mezcla se elabora en grandes sartenes especiales, conocidas como gachamigueras o gachasmigueras, de rabo largo y base profunda,  y con una cuchara plana y larga conocida como pala, la sartén se sitúa sobre una estrébede y ésta sobre un fuego medio, tradicionalmente de sarmiento o cepa. 
Se fríen varios dientes de ajo para empezar, una vez dorados y tras dejar su sabor al aceite, se sacan y separan, se añadirán más tarde para evitar que se quemen, se agrega la harina, para crear una masa, hasta que el aceite sea absorbido por completo, debe perder el brillo, después se añade agua para cocer la mezcla, esto hará que se libere el almidón de la harina, necesario para darle la consistencia típica, a continuación se mezcla con la pala hasta que el agua se evapora y la mezcla empieza a "soltarse". Dependiendo de la cantidad de harina y agua este proceso puede tardar cerca de 2 horas. Cuando el agua se evapore y la pasta comience a tener un aspecto uniforme y consistente, se añaden el resto de ingredientes, longanizas, etc.  Es el momento de volver a añadir los ajos. Una vez la mezcla se mueve con soltura en la sartén, se procede a dar vueltas en el aire, medias y enteras, hasta que ambos lados estén dorados. Finalmente toda la gacha en su conjunto ha de quedar con un aspecto similar al de la tortilla de patata.
Los elementos de acompañamiento varían según la zona y tradición, estos incluyen generalmente longaniza o panceta, aunque también se añaden costillejas, boquerones y sardinas, incluso uva y chocolate. 
La gachamiguera se ha de usar únicamente para la realización de gachamigas, dado que al usarse para cocinar otras cosas perdería antiadherencia, complicando la tarea de realizarla. Se ha de limpiar únicamente con aceite para quitar los posibles restos de gachamiga y posteriormente guardarla embadurnada de aceite para evitar la oxidación. 

## Terminología
Fruto de las diferentes evoluciones históricas del lenguaje en los diferentes pueblos de la comarca, la pronunciación y escritura del término puede variar,  existe cierto debate sobre cuál es la forma de pronunciarlas pero la correcta es"gachasmigas en Yecla . No deben confundirse con las Migas ya que tanto la textura como ingredientes y elaboración son diferentes.

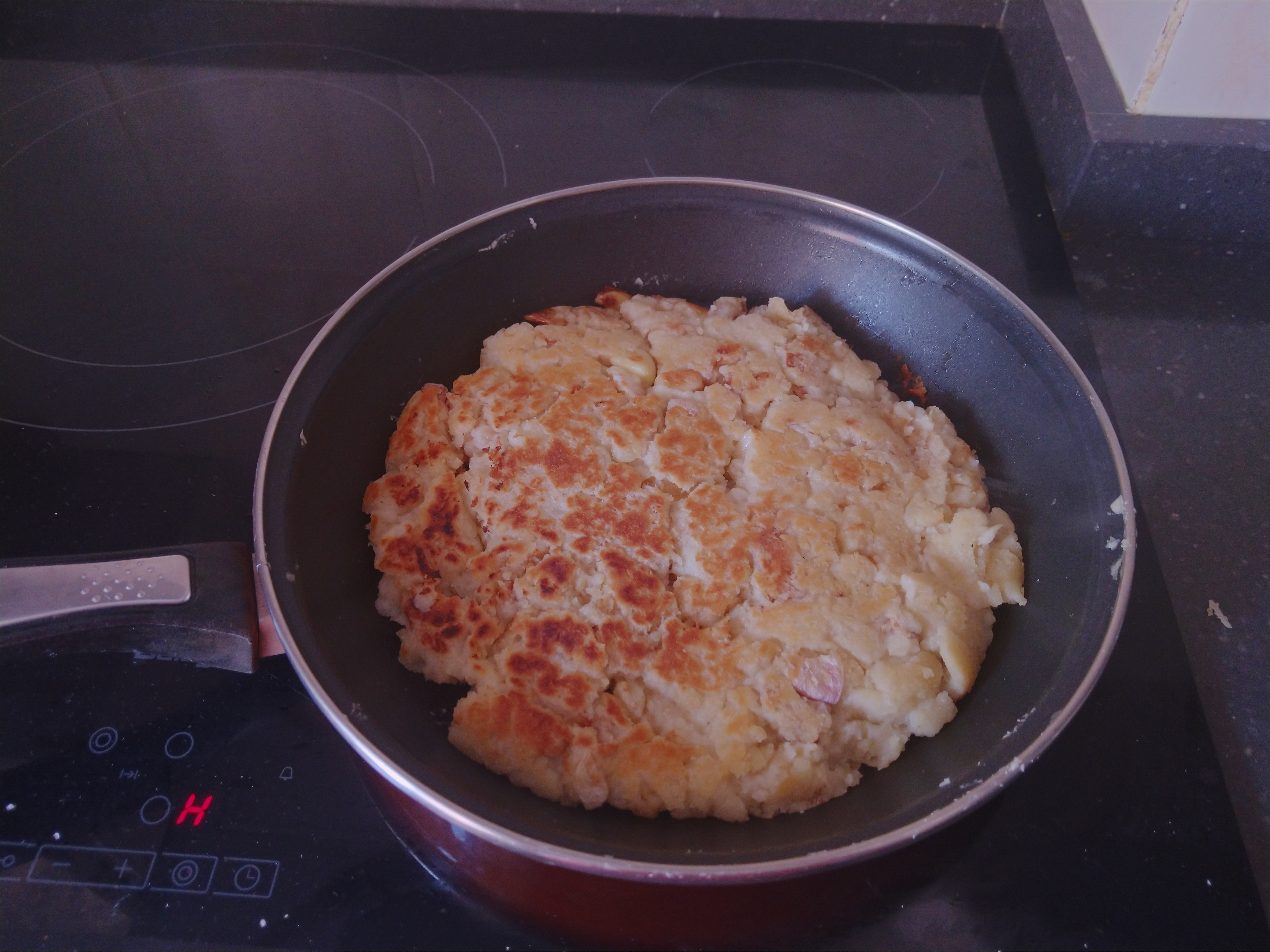
Gachasmigas en sartén.

## Zonas típicas y costumbre
Muy populares en Petrel, Villena y Yecla así como en el resto del Alto Vinalopó y el interior de la provincia de Alicante, Vega Baja del Segura, Medio Vinalopó y la Hoya de Castalla también se realizan en otros municipios como Elda, Monóvar, Pinoso, Novelda, Sax y La Romana donde hay gran tradición con concursos anuales de gachamiga. Muy popular también en toda la Región de Murcia, especialmente en Aledo, la comarca del Noroeste y Río Mula, Jumilla y el campo de Cartagena. También se elabora en el interior suroeste de la provincia de Valencia (Enguera, Ayora, Mogente y Fuente la Higuera), así como en la comarca de la Hoya de Buñol. En el sureste de la provincia de Albacete, sobre todo en la comarca de Campos de Hellín  y los municipios de Almansa y Caudete. También son típicas del norte de Granada y Almería y en Jaén, donde se le añade patata a la mezcla.

Es típico comer las migas acompañadas de alguna fruta como la uva, mandarinas, naranja, granadas o incluso con cebolla o aceitunas. En la zona de Archena, se suelen acompañar con acelgas y sardinas de bota o saladas (primero cocidas y luego fritas). Se suelen elaborar en invierno y como mejor se comen, es en un día lluvioso y de matanza del cerdo por vísperas de la Navidad.